# Christian Ludwig Brandt
Christian Ludwig Brandt (* 3. November 1800 in Cracau; † 9. Mai 1868 in Magdeburg) war ein deutscher Lokalhistoriker.

## Leben
Brandt kam als Sohn des Landwirtes Johann Andreas Brandt und seiner Ehefrau Margarethe Sophie, geborene Reppin, in Cracau zur Welt. In der Dorfschule wurden sein Lehrer Johann Conrad Böse und der Pastor des Dorfes Johann Tobias Heidmann auf ihn aufmerksam und förderten seine weitere Ausbildung. So kam er auf das Domgymnasium in Magdeburg, dem damals ein Lehrerseminar angeschlossen war, das gleichfalls vom Rektor Johann Andreas Matthias geleitet wurde. Nach dem Erreichen der Prima besuchte er weiter das Seminar und schloss dort seine Lehrerausbildung ab. 
Im Jahre 1819 trat er am Domgymnasium Magdeburg seine pädagogische Laufbahn an und wurde 1825 fest als Hilfslehrer angestellt. Bis 1838 unterrichtete er Latein und war dann bis zu seinem Tode für den Schreibunterricht am Gymnasium zuständig. Gleichzeitig wurde er zum Custos an der Domkirche in Magdeburg bestellt. Mit der festen Anstellung am Domgymnasium konnte er eine Familie gründen und heiratete Charlotte Titzer. Sie hatten sieben Kinder. Der älteste Sohn Gustav Adolf trat in seine Fußstapfen und wurde Rektor in Magdeburg.

## Leistungen
Der Beginn seiner Amtszeit, die Zeit nach den Befreiungskriegen, war geprägt vom erwachenden deutschen Nationalbewusstsein und einem breiten Interesse im Bürgertum an der Erforschung der eigenen Geschichte. Hier wurde seine Vorliebe für die mittelalterliche Kunst und Architektur geweckt. Die große Dominstandsetzung 1826 bis 1834 brachte ihn zwangsläufig persönlich mit vielen der kunstverständigen Mitwirkenden in Kontakt und prägte sein Bild und Verständnis vom Magdeburger Dom.
Brandt gehörte folgerichtig zu den Mitbegründern des „Vereins für Geschichte und Alterthumskunde des Herzogthums und Erzstifts Magdeburg“ und wurde zum engsten Mitarbeiter der Zeitschrift des Vereins. In den „Geschichtsblättern für Stadt und Land Magdeburg“ veröffentlichte er einige Beiträge zur Architektur des Doms. Für seine Arbeit wurde er als Ritter des Roten Adlerordens 4. Klasse ausgezeichnet.
Aus Anlass der Feier der 500-jährigen Einweihung des Doms 1863 erschien seine Hauptarbeit über den Dom „Der Dom zu Magdeburg. Historische, architektonische und monumentale Beschreibung der Cathedrale.“ bei E. Baensch in Magdeburg.

## Werke
- Der Dom zu Magdeburg.  Baensch, Magdeburg 1863.
- Einige Worte über die Thiergestalten an Kapitalen der Ernestinischen Kapelle des Doms, in Neuen Mittheilungen des Thüringisch-Sächsischen Verein, Bd. VII, Heft 3, S. 137–143
- Einige Worte über die Kapitäle des Doms zu Magdeburg, in Magdeburger Geschichts-Blätter 1866, IV, S. 31–35
- Die erste evangelische Predigt im Dom zu Magdeburg am ersten Advent 1567,  in Magdeburger Geschichts-Blätter 1867, S. 384–393
- Schulzucht der Altvorderen, in Magdeburger Geschichts-Blätter 1867, S. 483–484
- Die orgelgeschichtlichen Notizen des Domkustos Brandt  von Wolf Hobohm, in Parthenopolis Bd. 1 2007/2008, S. 293–298